# Kirkkojärvi (del av Hiidenvesi)
Kirkkojärvi är en sjö i Finland. Den ligger i Vichtis i landskapet Nyland, i den södra delen av landet, 40 km nordväst om huvudstaden Helsingfors. Kirkkojärvi ligger 41 meter över havet.